# 100553 Dariofo
100553 Dariofo è un asteroide areosecante. Scoperto nel 1997, presenta un'orbita caratterizzata da un semiasse maggiore pari a 1,7845491 UA e da un'eccentricità di 0,1635212, inclinata di 9,80866° rispetto all'eclittica.
È dedicato a Dario Fo, vincitore del premio Nobel per la letteratura nel 1997.